# Liang Wenbo
Liang Wenbo (chinês: 梁文博, pinyin: Liáng Wénbó) é um jogador profissional de snooker. É canhoto e o segundo jogador mais cotado da China, após Ding Junhui.
Venceu a medalha de ouro de snooker por equipas nos Jogos Asiáticos de 2006 e a nível individual conquistou a medalha de prata na mesma ocasião.

## Títulos
Para o ranking mundial
- English Open - 2016